# Chinesisches Teehaus (Oranienbaum)

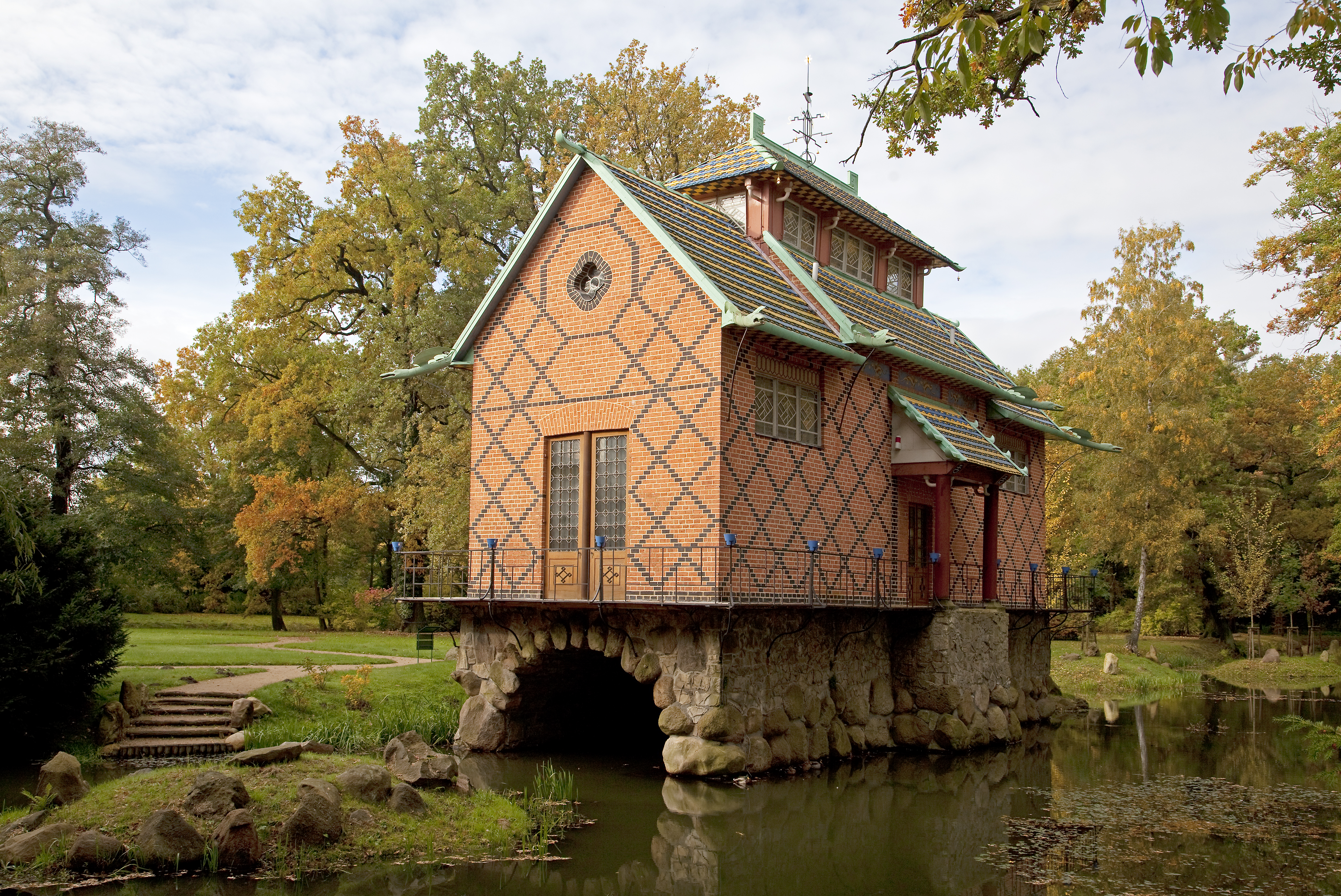
Das Chinesische Haus in Oranienbaum

Bei dem Chinesischen Haus handelt es sich um eine Chinoiserie im Englisch-Chinesischen Garten Oranienbaum.

## Geschichte
Das Chinesische Teehaus wurde im Auftrag des Fürsten Leopold III. Friedrich Franz von Anhalt-Dessau zwischen 1793 und 1797 nach Plänen von Johann Christian Neumark erbaut. Die Bauleitung wurde dem anhaltischen Baudirektor George Christoph Hesekiel übertragen. Das in der Epoche des Klassizismus errichtete Teehaus wurde von 2008 bis 2015 saniert.

## Beschreibung
Der kleine Pavillonbau auf einem grottenartigen Unterbau steht am Rand eines Teichs. Das eingeschossige Bauwerk hat wie die benachbarte Pagode eine rote Backsteinfassade, jedoch mit Rhombenmuster. Der vorgezogene Eingang hat eine Freitreppe und zwei Säulen. Das Satteldach ist mit einem Belvedere bekrönt. An dem Dach des Bauwerks befinden sich kleine Glöckchen. Bei der Sanierung wurden unter anderem die Tapeten rekonstruiert, die Türen erneuert und das Dach neu gedeckt. Letzteres erhielt seine historische Farbgebung zurück, die anhand eines Aquarelles rekonstruiert werden konnte. Der Englisch-Chinesische Garten Oranienbaum gehört zu den wenigen heute noch weitgehend erhaltenen Englisch-Chinesischen Gärten des 18. Jahrhunderts.
Das Teehaus steht als Baudenkmal unter Denkmalschutz und ist im Denkmalverzeichnis mit der Nummer 094 40414 003 als Teil des Schlosses Oranienbaum (Nummer 094 40414) erfasst.